# گبه (فیلم)
گبه فیلمی به نویسندگی و کارگردانی محسن مخملباف است که در سال ۱۳۷۴ تولید شده است. فیلم داستان عاشقانهٔ دختری از ایل قشقایی است و داستان در تار و پود گبه گره می‌خورد. گبه در ایران و به زبان فارسی تهیه شده و مدت آن ۹۰ دقیقه است. موسیقی آن ساختهٔ حسین علیزاده است.

## بازیگران
- شقایق جودت در نقش گبه
- حسین محرمی
- عباس سیاحی
- رقیه محرمی
- پروانه قلندری

## جوایز
- برنده سیمرغ بلورین بهترین موسیقی متن از چهاردهمین جشنواره فیلم فجر
- برنده سیمرغ بلورین بهترین صداگذاری و میکس از چهاردهمین جشنواره فیلم فجر
- برنده سیمرغ بلورین بهترین فیلمبرداری از چهاردهمین جشنواره فیلم فجر